# 8816 Gamow
8816 Gamow eller 1984 YN1 är en asteroid i huvudbältet som upptäcktes den 17 december 1984 av den rysk-sovjetiska astronomen Ljudmila Karatjkina vid Krims astrofysiska observatorium på Krim. Den är uppkallad efter den en sovjetisk-amerikanske teoretiska fysikern och kosmologen, George Gamow.
Den tillhör asteroidgruppen Nysa.